# Chiesa di Santa Brigida (Trento)
La chiesa di Santa Brigida è la parrocchiale di Romagnano, frazione di Trento in Trentino. Risale al XII secolo.

## Storia

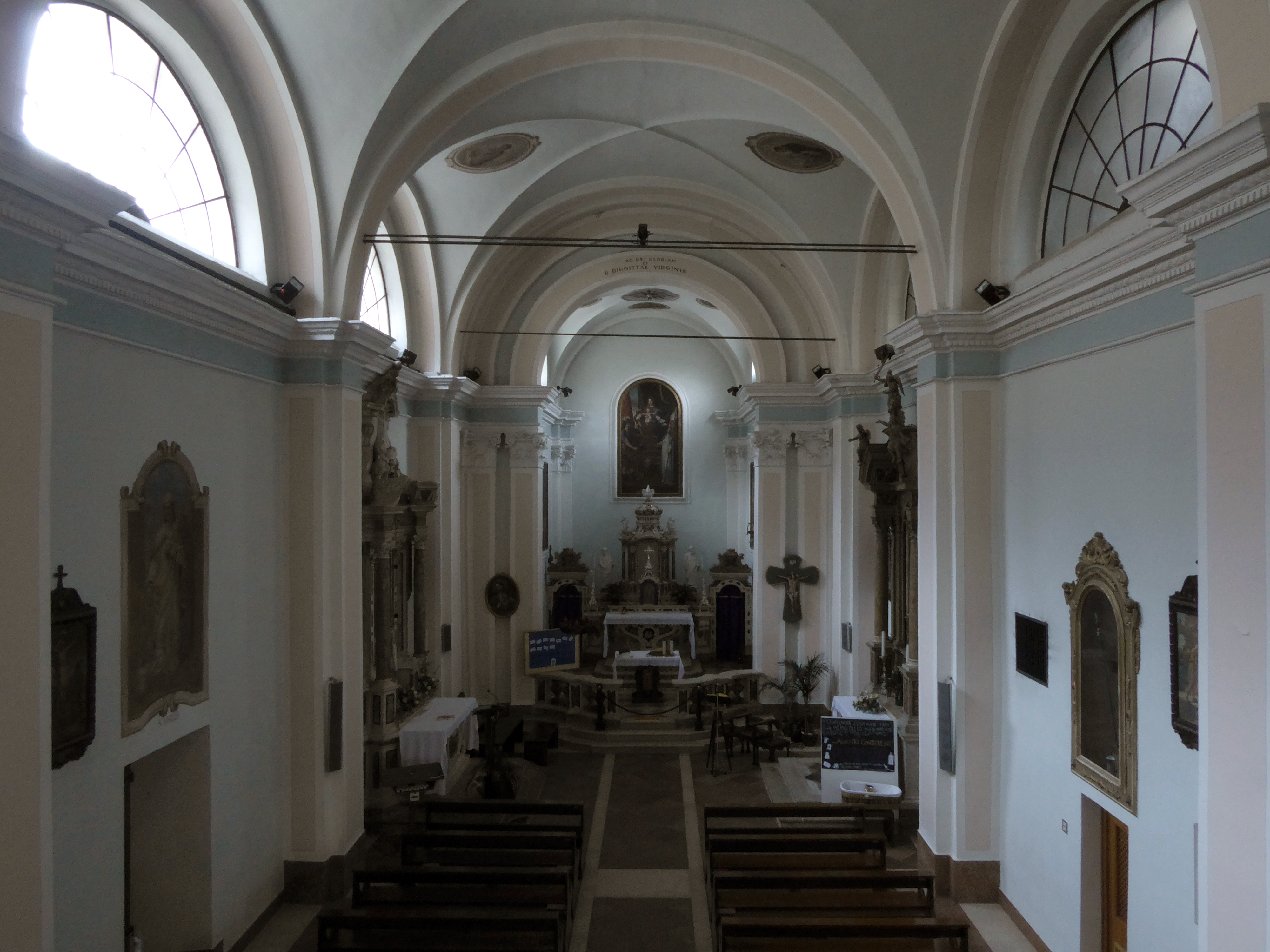
L'interno

La prima citazione documentale della chiesa di Romagnano risale al 1181 poi, nel 1339, si ritrova nelle Designationes communium civitatis Tridenti. Verso la fine del XVI secolo l'edificio fu oggetto di un intervento di risanamento e prima della metà del secolo successivo venne ricostruito in modo quasi completo.
Venne elevata a dignità curiaziale nel 1711, sussidiaria di Sant'Apollinare. 
Ebbe la concessione del fonte battesimale nel 1728 e tre anni più tardi, nel 1731, venne consacrata con una funzione solenne officiata da Giovanni Michele Spaur, principe vescovo di Trento.
Dopo la metà del XIX secolo la chiesa venne ampliata e la torre campanaria, eretta in precedenza, venne ristrutturata col rifacimento completo del castello campanario. 
Il secolo successivo iniziò con la posa davanti alla facciata di una scalinata di accesso con due lampioni ai lati che si accesero la prima volta alla mezzanotte del capodanno del 1900.
Ottenne dignità parrocchiale nel 1920.
L'artista trentino Metodio Ottolini decorò poi gli interni con suoi dipinti murali.
A partire dalla seconda metà del XX secolo l'edificio fu oggetto di vari interventi. Nel 1963 si rimise mano al castello campanario che, per l'occasione, venne elettrificato e vide l'aggiunta di una nuova campana. Venne poi realizzato in più tempi l'adeguamento liturgico e negli anni ottanta si realizzò una ristrutturazione generalizzata.
Una rovinosa frana danneggiò in modo non recuperabile la pavimentazione della sala e in seguito fu necessario il suo rifacimento. Intanto anche il battistero venne arricchito di un dipinto murale.

## Descrizione
La chiesa di Santa Brigida sorge nella parte alta di Romagnano, dove sin dalla nascita del paese possedevano le loro ville per il soggiorno estivo le ricche e nobili famiglie di Trento, come i Lodron e gli Zambelli.